# Fritz Hintermayer

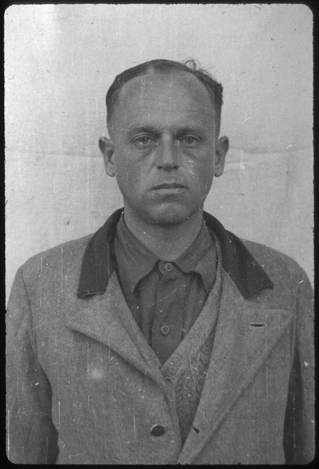
Fritz Hintermayer in amerikanischer Internierung. Aufnahme von 1945.

 Fritz Hintermayer  (* 28. Oktober 1911 in Grafing; † 29. Mai 1946 in Landsberg am Lech) war ein deutscher Mediziner und SS-Obersturmbannführer. Zudem war er SS-Arzt und zuletzt Lagerarzt im KZ Dachau.

## SS-Karriere
Hintermayer, verheiratet und Vater von vier Kindern, trat zum 1. August 1932 der NSDAP bei (Mitgliedsnummer 1.200.381) und schloss sich später auch der SS an (SS-Nummer 310.340). Er gehörte der SS-Totenkopfdivision an. Ab 1938 war er im KZ Oranienburg eingesetzt. Im Juli 1941 wurde er während seines Einsatzes beim SS-Totenkopf-Infanterie-Regiment 2 zum SS-Hauptsturmführer befördert. Seine Beförderung zum SS-Sturmbannführer erfolgte im Oktober 1943, während er im SS Panzer-Grenadier-Regiment 5 „Totenkopf“ eingesetzt war. Ab Februar 1944 war er im KZ Dachau zunächst Stellvertreter des damaligen Lagerarztes Wilhelm Witteler, von September 1944 bis April 1945 bekleidete er selbst diese Leitungsposition, zuletzt im Rang eines SS-Obersturmbannführers. Im Prozess vor dem US-Militärtribunal gab Hintermayer an, vor seiner letzten Versetzung in das KZ Dachau als Arzt in einer SS-Kampfeinheit an der russischen Front eingesetzt gewesen zu sein, wo er sich eine schwere Verwundung am Kopf mit erheblichen Folgeerscheinungen zugezogen hatte. Weiterhin erklärte er, sich selbst für die Position des leitenden Lagerarztes von Dachau nicht geeignet gefühlt und dies auch seinem Vorgesetzten, dem Leiter des Amtes D III Sanitätswesen und Lagerhygiene im SS-Wirtschafts- und Verwaltungshauptamt SS-Standartenführer Enno Lolling, mitgeteilt zu haben. Verschiedene Quellen weisen darauf hin, dass Hintermayer zum Ende seiner Tätigkeit als Lagerarzt sein Promotionsverfahren noch nicht beendet hatte.

## Medizinische Verbrechen

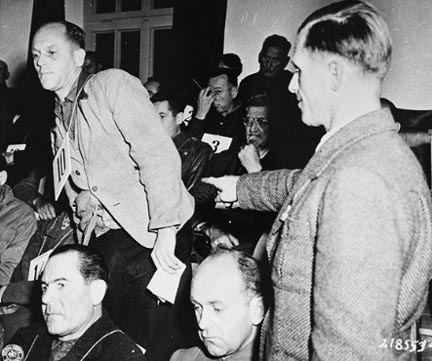
Der ehemalige Häftling Eugen Seybold identifiziert im ersten Dachauer Prozess den angeklagten SS-Arzt Fritz Hintermayer als den Mann, der bei der Hinrichtung von 95 kriegsgefangenen hochrangigen russischen Offizieren im KZ Dachau anwesend war.

Als KZ-Arzt – vor allem in seiner leitenden Funktion als Lagerarzt – war Hintermayer für diverse „ärztliche“ Hilfsdienste für die KZ-Verwaltung, medizinische Forschungsstellen und Wirtschaftsunternehmen zuständig, die der planmäßigen Ausbeutung, Misshandlung, Folterung und Vernichtung von Häftlingen im Sinne der nationalsozialistischen Ideologie dienten. Dazu gehörten die Selektion der Häftlinge für verschiedenste Maßnahmen und Menschenversuche, Atteste zur Vorbereitung und Durchführung körperlicher Bestrafungen, Assistenz bei Hinrichtungen, Vertuschung von Tötungen durch verfälschte Totenscheine, Durchführung von Zwangsabtreibungen, Anweisungen zu Tötungen von bestimmten Häftlingen. Im ersten Dachauer Prozess wurden Hintermayer generell die in seiner Zeit als Lagerarzt völlig unzureichende Organisation und Durchführung der ärztlichen und medizinischen Versorgung der Häftlinge, die Inkaufnahme des massenhaften Leidens und Sterbens von Häftlingen infolge systematischer Mangelversorgung und verschiedener Seuchen, seine planmäßige Mitwirkung an Verbrechen Dritter gegen die KZ-Häftlinge sowie konkrete eigene Taten gegen Leib und Leben von KZ-Gefangenen vorgeworfen. Häftlinge beschrieben Hintermayer als korrupt und als Mörder. Der ehemalige deutsche Häftling Eugen Seybold bezeugte u. a., dass Hintermayer zwei schwangere russische Frauen mit Einspritzungen getötet hat. Nach Aussagen des ehemaligen tschechischen Häftlingsarztes Franz Blaha vom 9. Januar 1946 im Nürnberger Ärzteprozess war Hintermayer an Salzwasserexperimenten und Luftdruckexperimenten an einer größeren Zahl von KZ-Häftlingen beteiligt, die für die Versuchspersonen in der Regel mit schwersten körperlichen und seelischen Verletzungen verbunden waren und meist mit ihrem Tod endeten. Weiterhin gibt es Aussagen, dass von Hintermayer im April 1945 achtzehn geisteskranke junge Häftlinge durch Injektionen getötet wurden. Hintermayer war laut eigener Aussage an Malariaversuchen beteiligt.

## Verurteilung und Hinrichtung durch die US-Besatzungsbehörde
Fritz Hintermayer wurde nach der Befreiung des Konzentrationslagers Dachau im Dachau-Hauptprozess, der im Rahmen der Dachauer Prozesse stattfand, mit 39 weiteren Leitungs- und Mannschaftsangehörigen des KZ Dachau wegen Kriegsverbrechen angeklagt. Wegen seiner in Dachau begangenen Taten wurde er am 13. Dezember 1945 zum Tode verurteilt. Beim Urteil wurden als individuelle Exzesstaten bei Hintermayer die Teilnahme an Exekutionen zur Feststellung des Todes der Hingerichteten, die Gabe von zwei tödlichen Injektionen an zwei schwangeren Häftlingsfrauen sowie die Vorbereitung der Tötung von sieben psychisch kranken Häftlingen berücksichtigt. Das Urteil wurde am 5. April 1946 vom Oberbefehlshaber der amerikanischen Streitkräfte in Europa bestätigt, nach einer entsprechenden Empfehlung durch ein „Review Board“ der Armee. Seine Todesstrafe wurde am 29. Mai 1946 im Kriegsverbrechergefängnis Landsberg durch den Strang vollstreckt.